# Vurmat, Podvelka
Vurmat je naselje v Občini Podvelka.